# Sacerdote sin cabeza
El sacerdote sin cabeza, también conocido como el Cura, Fraile o Padre sin cabeza, es un personaje perteneciente a una leyenda colonial del folclor latinoamericano, el cual es descrito como el fantasma de un sacerdote sin su cabeza.

## Leyenda
Cuenta la leyenda que por las noches aparece de la nada el fantasma de un sacerdote o monje católico, vestido con el hábito usual de su orden o con sotana, pero con la particularidad de que no tiene cabeza, por lo que causa terror y pánico entre la gente. Algunas versiones de la leyenda del sacerdote sin cabeza coinciden en que el personaje se trataba de un cura católico cuyo comportamiento no era el adecuado para una persona de su investidura, quien, como castigo por sus actos, fue decapitado, o bien, se trataba de un sacerdote que fue injustamente decapitado por sus enemigos, tras lo cual su fantasma se aparece deambulando por las noches, ya sea por las calles o en ermitas, iglesias y otros recintos religiosos, buscando desolado su cabeza, espantando a los pecadores, o como mudo testigo que reclama justicia por su muerte.

## Origen de la leyenda

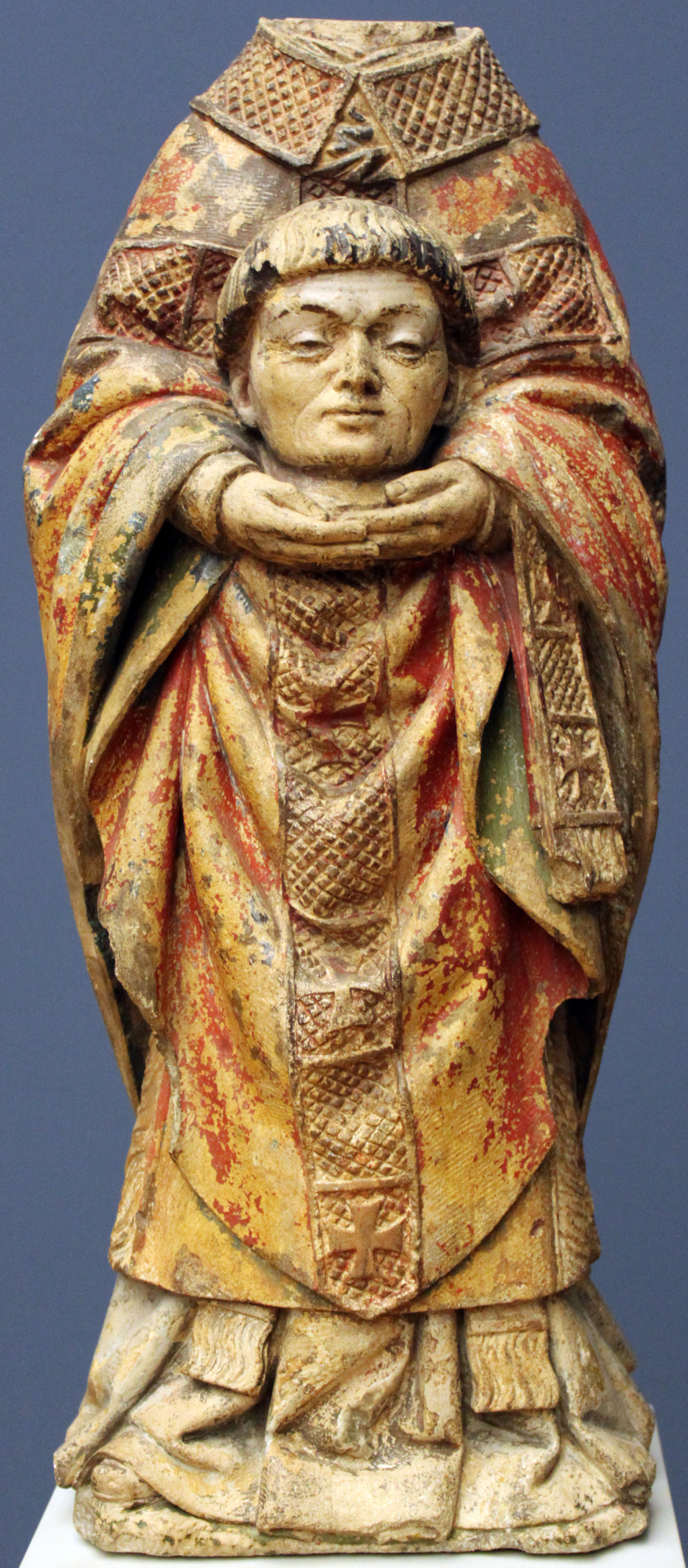
San Dionisio en una estatua de Antoine Le Moiturier.

La leyenda del Sacerdote sin cabeza es común a muchos países de Latinoamérica, encontrándose versiones de la misma en México, Centroamérica, Colombia, El Salvador, Ecuador, Perú, Chile, Uruguay y Argentina. Sus orígenes parecen remontarse a la época de la evangelización colonial donde la Iglesia era la ejecutora de castigos. Como revancha a la opresión, el relato popular se lo toma con el sacerdote, castigado eternamente por algún horroroso pecado.
Leyendas de fantasmas sin cabeza que deambulan por las noches pueden encontrarse en todas las culturas. 

### Francia
En Francia se narra la leyenda de la Abadía de San Dionisio, santo de la Iglesia católica que fue martirizado hacia el año 240 después de Cristo, junto con San Eleuterio y San Rústico, por predicar el Evangelio en las Galias. San Dionisio fue decapitado en la colina de Montmartre (cuyo nombre derivaría de Mons-Martyrum, Monte del Martirio, según algunos etimologistas, aunque otros defienden que viene de Mons-Martis Monte de Marte, por haber allí un templo dedicado al dios romano de la guerra), y cuenta la leyenda que, una vez hubo caído la cabeza al suelo, púsose en pie el cuerpo decapitado, recogió la cabeza, y comenzó a andar por espacio de una legua, hasta detenerse sobre el lugar que ocupa actualmente la basílica, donde finalmente expiró.

### República Checa
En la ciudad de Praga, en la República Checa, ciudad famosa por sus historias de fantasmas, existe una acerca de varios fantasmas sin cabeza que se aparecen en el Puente de Carlos por las noches. Son los espíritus de diez caballeros que fueron ejecutados durante la Edad Media, cuyas cabezas fueron colgadas en picas y colocadas en el puente. De Praga también viene la leyenda de un monje templario sin cabeza, decapitado por enamorarse de una mujer noble, que se aparece los viernes a medianoche en la calle Liliová, montado en un caballo blanco, y bajo su brazo sostiene su cabeza cortada. La visión de las fosas nasales del caballo que arrojan rayos y de sus cascos saltando chispas parece una historia conocida. Otro fantasma decapitado de un burgomaestre que sostiene su cabeza aparece en la calle Martinská, en la Ciudad Vieja, para asustar a los que son irresponsables en su trabajo. Mientras tanto, del jardín del Monasterio de Strahov emerge un monje sin cabeza a caballo que sostiene entre sus manos su propia cabeza, condenado a este suplicio por demorarse en asistir a un moribundo debido a su adicción al juego de cartas.

### España
Un fantasma sin cabeza que habla es el protagonista del misterio de uno de los templos más antiguos de Madrid (construido entre los siglos XII y XIII), la Iglesia de San Ginés de Arlés. En 1353, unos ladrones saquearon la iglesia y cortaron la cabeza a un anciano que se encontraba allí. Semanas después, una sombra sin testa apareció en la puerta del templo al caer el sol. Era el ánima del hombre asesinado, que había vuelto a la tierra para revelar quiénes le asesinaron.

### Inglaterra
Popularmente conocida es la leyenda inglesa acerca del fantasma decapitado de Ana Bolena que recorre los pasillos de la Torre de Londres. 

### América Latina
Los avistamientos de jinetes sin cabeza empiezan a hacerse frecuentes tras la llegada de los europeos a América, reportándose leyendas acerca de estos espectros en lugares tan disímiles como Nueva York, Texas, Luisiana, México, Panamá, Cuba, Venezuela, Ecuador y Chile, llegando incluso a ser popularizados por la literatura como es en el caso de la historia corta La leyenda de Sleepy Hollow, del escritor estadounidense, Washington Irving, escrita en 1820.
En América Latina, los orígenes de la leyenda del Padre sin cabeza parecen estar relacionados con las ejecuciones de los misioneros católicos durante la época en que comenzaba la difusión del Cristianismo en América, donde estos sacerdotes y monjes eran vistos, especialmente por los encomenderos, hacendados y caciques de la época que querían mantener el poder, como una amenaza, o bien, por no comulgar con el sentir de la propia Iglesia católica de ese entonces, lo que llevaba a la ejecución de estos sacerdotes, muchas veces contra la voluntad del mismo pueblo, en el marco de la Inquisición Española. 
Tal parece que la versión base es el asesinato de Fray Antonio de Valdivieso, religioso dominico y uno de los defensores de los derechos de los indígenas durante la colonización española de América, quien fuese atacado a puñaladas el Miércoles de Ceniza (26 de febrero de 1550) en León, Provincia de Nicaragua.
Su muerte como primer obispo mártir en tierra firme tuvo un fuerte impacto en su época y comenzó desde ese mismo momento una leyenda que considera a la ciudad como lugar maldito, en justo castigo por esta muerte. Así lo cuenta Vázquez de Espinosa:
"«La ciudad desde que se fundó había ido en aumento y opulencia, y desde el gran sacrilegio que cometió el Contreras matando a su prelado, comenzó a sentir el castigo del cielo con grandes plagas y desastradas muertes: las mujeres no parían a luz sus hijos, y los que nacían, no se lograban; el volcán vecino dio grandes truenos y bramidos […] teniendo el Santísimo Sacramento sacado en medio de la plaza, pidiendo a Dios misericordia y que aplazase su justa ira, que para aplacarla dejarían aquel lugar maldito, donde tan gran homicidio y sacrilegio se había cometido, matando violentamente a su prelado y pastor»."
En este caso, la leyenda surgiría como una forma velada de recordar al sacerdote entre el pueblo llano. Su fantasma se levantaría en la oscuridad reclamando por una justicia que no le ha sido dada todavía. La eterna presencia de la aterradora imagen del padre sin cabeza es tal vez el testimonio lejano del aborigen y el eco remoto de aquellas voces expresando el terror vivido con la muerte de uno de sus primeros defensores, considerado sin duda como la cabeza de un pueblo completamente desmembrado. Parece que la comunidad aborigen que por tanto tiempo permaneció acéfala, desarticulada, trastornada y sin esperanza, guardó horrorizada el recuerdo de un verdadero guía en toda su dimensión y creó el mito del padre sin cabeza a partir de la analogía basada en su propia visión de la realidad. Con la imagen del alma en pena del Obispo Valdivieso que dio la vida por sus siervos, se ilustra la tragedia de un pueblo que pierde a un caudillo que es en fin de cuentas como un cuerpo privado de la cabeza. Es decir, que un pueblo sin guía es como un cuerpo acéfalo que camina sin rumbo cierto por los caminos de la vida.

## Versiones de la leyenda

### México
En México, la leyenda tiene especial difusión en la ciudad de Tonalá, en el estado de Jalisco, donde se narra la historia de un sacerdote que fue colgado en la calle Pedro Moreno, en el centro de la ciudad, durante la época de Los Cristeros. Se cuenta que a medianoche en las inmediaciones de la Parroquia de Santiago Apóstol, en el trayecto que se localiza entre el arco y el campanario, quienes por ahí pasan ven la silueta del sacerdote sin cabeza, pasando por el arco, hacia el lado oriente de la calle, mientras sopla un viento helado. En el estado de Yucatán, se le conoce como Kulkalkin, donde se cuenta versión aún más antigua que cuenta que este, alguna vez, fue un sacerdote maya que fue decapitado (o bien no se sabe muy bien el motivo de su muerte), perdiendo así su cabeza y su alma en pena vagaba por los caminos buscando su cabeza. Con la llegada de la colonización en Yucatán, este se transformó desde un sacerdote maya a un sacerdote católico, es decir, cambió a ser un sacerdote con traje como los usan los sacerdotes de la religión católica. Se cuenta también que este rapta a niños malcriados o desobedientes; se utiliza la leyenda del Kulkalkin para atemorizar a los niños desobedientes.
En el estado de Hidalgo, es también popular una leyenda acerca de un jinete sin cabeza.

### Guatemala
En Guatemala, en las catacumbas de las iglesias más antiguas como La Merced, Catedral, Santo Domingo y San Francisco, hay quienes aseguran haber visto más de alguna vez a un fraile que al caminar no pisa el suelo, al verlo fijamente es transparente y no tiene cabeza. al ver a no tener cabeza sabe a dónde dirigirse porque cuando lo llaman o quieren entrar en contacto con él, se desaparece dejando a quien lo vio una sensación de malestar, náusea, miedo, escalofríos y de tener las piernas hinchadas como si estuvieran enfermos de gota.
En Santiago de Guatemala hay una leyenda de un cura sin cabeza que se aparecía entre las ruinas de una iglesia destruida por el terremoto de San Miguel en 1717, y que su función sería la de guardar un tesoro oculto bajo el altar mayor del convento de Santa Clara. La leyenda dice que el fantasma repartía oro entre la gente pobre, y que solamente al recibir la dádiva, las personas se daban cuenta de que no tenía cabeza.
Las víctimas más frecuentes eran los arrieros. En sus largas travesías con sus recuas de mulas se lo encontraban en cualquier recodo del camino. Veían venir un fraile o cura, de sotana negra y estola blanca, de estatura alta, pero le faltaba la cabeza. El arriero detenía el paso. El espanto se iba acercando y cuando estaba a unos diez metros de distancia desaparecía. El arriero sentía un frío helado tratando de paralizarle. Luego continuaba su marcha y unos pasos más adelante miraba hacia atrás y esto lo dejaba perplejo, pues el cura había pasado y continuaba caminando. 
Otros dicen que el cura llevaba la cabeza debajo del brazo envuelta en unas hojas sanguinolentas y amarradas con bejucos recogidos en el bosque. En algunos pueblos llega hasta sus calles al amanecer cuando no hay luna, las recorre y luego desaparece, pero la persona que se lo encontrara, quedaba muda, se paralizaba por mucho tiempo.

### Nicaragua
La leyenda del Padre Sin Cabeza en Nicaragua se encuentra íntimamente ligada al asesinato en León Viejo de Fray Antonio de Valdivieso, Obispo de Nicaragua y Costa Rica y que se trasladó hacia la actual ciudad de León. Sobre el asesinato de Fray Valdivieso existen dos versiones, en una se dice fue apuñalado, y en otra, asesinado de un machetazo que le cercenó la cabeza, la cual rodó hasta las orillas del lago Xolotlán. 
Cuenta la historia que en el año 1550, alentados por su madre María de Peñalosa (hija de Pedrarias Dávila), por los hermanos Hernando y Pedro, hijos del gobernador de Nicaragua Rodrigo de Contreras, planearon la muerte del defensor de los indios y mediador de las ambiciones de los funcionarios y el clero. Fue asesinado por el capitán Juan Bermejo, quien había sido expulsado del Perú luego de la muerte de Gonzalo Pizarro. Después de la muerte del religioso, el primero cometido contra un Prelado en tierra firme, los asesinos se repartieron la Provincia de Nicaragua, su población indígena, los objetos de valor y las joyas episcopales del Obispo.
Tras este suceso funesto, los indígenas comenzaron a reportar la aparición de un bulto negro que se perdía en la oscuridad de la noche: la figura de un sacerdote con sotana, sin cabeza, con un cordón amarrado en la cintura del cual cuelga una campana, caminando por las calles empedradas de la ciudad buscando su cabeza los jueves y viernes santos, mientras que en otras versiones se afirma que no la ha perdido y que es una señal de arrepentimiento.

### Costa Rica
La leyenda costarricense narra, en una de sus versiones, que el padre sin cabeza fue un sacerdote que emigró al Perú, que fue decapitado por la Inquisición por mujeriego, avaro y descarado, por lo que todavía anda buscando la cabeza. El origen de esta versión estaría en el cantón de Escazú, la llamada "Ciudad de las Brujas", por la abundancia de mitos y leyendas de fantasmas y seres sobrenaturales que caracterizan esta ciudad costarricense.
Una de las versiones más populares, sin embargo, de la leyenda, dice que el fantasma del padre sin cabeza se aparece en el distrito de Patarrá, en una ermita localizada en una calle conocida como "La Calle del Cura del Cabeza", donde el espectro se materializa dando misa a los pecadores, pasando todo el rito religioso de espaldas, sin dar la cara, oculto entre las sombras, hasta que a la hora de dar la eucaristía, cuando el testigo se acerca, el cura se da vuelta y la persona nota, horrorizada, que le falta la cabeza.
En el cantón de San Ramón, existe otra versión donde el padre sin cabeza sería el espíritu de un sacerdote al que le gustaba mucho el juego, quien habría amasado una gran fortuna y la habría ocultado bajo un frondoso árbol de esta ciudad, luego de lo cual habría hecho un viaje a Nicaragua, siendo decapitado en ese país. Su fantasma se aparecería a los pies del árbol cuidando que nadie le robase su tesoro.
En la ciudad de Cartago, capital colonial del país, también corre la leyenda de que el padre sin cabeza se aparecería en las ruinas de la antigua iglesia destruida por los sucesivos terremotos de 1841 y 1910. La causa sería un horrible sacrilegio, cuando un furioso enamorado, por amor a una mujer bellísima, dio muerte, sobre las gradas del altar, al sacerdote en el momento en que este consagraba la hostia. En otra versión de esta misma leyenda, tanto el novio como el cura son hermanos, enamorados de la misma mujer, y es el cura el que da muerte a su hermano en el momento de la boda, razón por la cual luego es decapitado, y por la misma causa, su fantasma se aparece en dichas ruinas. Este asesinato es también la razón, según la leyenda, por la que dicha iglesia no puede ser reconstruida.
En Costa Rica, también, se narra la leyenda del pirata sin cabeza, el cual cuidaría un tesoro producto de la piratería en la playa de Tivives, en el pacífico costarricense. También existe otra leyenda sobre un jinete sin cabeza que se aparece en la pampa guanacasteca.

### Panamá
En Panamá, en la Villa de los Santos, existe una leyenda de la aparición de un padre sin cabeza que se supone es el ánima de un misionero que llegó con los conquistadores españoles y que fue decapitado en el Cerro de Juan Díaz. Se sabía cuando iba a aparecer porque
siempre se oía primero una campanilla que sonaba como algo de ultratumba, con un sonido extraño, raro, como de "cosa del otro mundo", y se aparecía especialmente el Viernes Santo en los alrededores de un lugar llamado La Cantera, y quien lo veía caía preso de un gran terror y quedaba mudo y paralizado. A este fantasma se le describía como un hombre grande, muy grande, con
una sotana negra, muy larga, agitando en la mano derecha una campanilla y en la izquierda una carta en ademán de entregarla. Se cree que tal vez el ánima ha estado tratando de comunicarse en vano con seres queridos dejados en España, por medio de una carta que nadie se ha atrevido a tomar de sus manos; o que quizá ha estado tratando por ese medio de hacer conocer su trágica historia. Se cuenta que la persona que lea esta carta hará que el sacerdote encuentre la paz eterna.

### Cuba
En Las Tunas, en la isla de Cuba, se narra la leyenda de un jinete indio sin cabeza, montado en un caballo blanco, que se aparece en la sabana cuando van a ocurrir grandes tragedias. La leyenda cuenta que el indio habría sido asesinado por unos bandoleros pagados por el padre de una mujer española de la que estaba enamorado.

### Colombia
En Colombia, el mito del padre sin cabeza es especialmente conocido en la región de Antioquia, siendo popular en ciudades de espíritu colonial y ambiente religioso como Santa Fe de Antioquia, Anserma, Cartagena y Popayán, entre otras. En esta parte de la república sudamericana, se narra que el espectro se aparece sin cabeza o con una calavera debajo del capuchón. Quien lo ve casi siempre pierde sus facultades mentales.
Dice la tradición colombiana que se les aparece a los hombres y mujeres que trasnochaban debajo de un árbol frondoso en el cual se puede ver una gran puerta de un templo. La persona pasa la puerta y se encuentra una gran sala y al final un sacerdote cantando misa en latín. Cargada de sus pecados la persona oye atentamente, pero a la hora de la consagración, al dar la cara, al sacerdote se lo ve sin cabeza y está chorreando sangre entre sus manos. Despavorido el pecador huye del lugar y queda varias semanas sin habla, al cabo de las cuales su vida ha cambiado para siempre.
En cuanto al origen del fantasma, se dice que fue un cura que por haber revelado su religión a las personas de su pueblo, lo tomaron por brujo, y la justicia ordenó que fuera decapitado. Otra versión, la de Fusagasugá, dice que el padre habría sido alcanzado por las maldiciones que los indígenas lanzaban sobre los que robaban sus tesoros, siendo el avaro cura aficionado a desenterrar y apropiarse de sus huacas.
Distinta de esta versión, en Medellín se afirma que es el Padre Serna, fundador del convento de los Franciscanos. Dicen que se trataba del alma en pena de un sacerdote que mataron porque no se dejó robar la custodia llena de hostias consagradas y que luego apareció con una sotana tan blanca que resplandecía.
Según cuenta otra de las versiones de la leyenda, el sacerdote sin cabeza, es el fantasma de un sacerdote que fue maldecido por Dios por haber cometido el pecado y sacrilegio de haber tenido relaciones sexuales con una mujer casada en el interior de una iglesia, sin haberse arrepentido en vida de ello (en algunas otras versiones se fusiona la historia con otra leyenda, y se cuenta que la mujer también habría sido maldita, y desde aquel día deambularía como un ser conocido como la Mula sin cabeza). La maldición que cayó sobre el sacerdote pecador, lo mató sin darle tiempo de confesarse, y por ello obligó a su alma a deambular como el fantasma de una persona decapitada, la cual ocultaría su calavera entre sus ropajes producto de la vergüenza de sus actos.
En el pueblo de San Francisco de Sales, a unos 55km de la ciudad de Bogotá, se encuentra un sitio conocido como La Piedra del Fraile. La leyenda empieza en la zona selvática del cerro de Santa Elena, donde vivía el cacique Mamankaba, quien en una noche de luna llena se encontraba con su esposa Nube Dorada, cuando de pronto en la lejanía se observó un resplandor. Sin pensarlo el indio y su esposa se dirigieron hasta el lugar y al llegar al sitio encontraron una piedra de monumentales dimensiones abierta por la mitad y en cuyo interior permanecía un fraile sin cabeza haciendo sus ritos en un altar de oro macizo. Mamankaba quiso apoderarse del tesoro, pero inmediatamente la piedra se cerró, dejando a ambos encerrados.

### Venezuela
En la localidad de Caripe, en Monagas, Venezuela, existe la leyenda de un jinete sin cabeza que se pasea a medianoche por las calles de la comunidad.

### Ecuador
Era un sábado de color claro, tan despejado, que la cadena montañosa revelaba el encanto de los esquivos Cubillines. En el barrio de Santa Rosa, frecuentado por el Descabezado, dos jóvenes que vivían frente a frente se encontraron por casualidad. Uno de ellos tenía la fama de astuto, el otro en cambio, lo conocían como prudente. Desde luego comentaron la aparición del espectro, por esos días, en el pueblo casi nadie hablaba de otro tema.
-A mi que no vengan con pendejadas- dijo el amigo astuto. - Para mí es un pícaro-
Su vecino le dio el beneficio de la duda. Pero ¿Y qué tal si el aparecido ese, de verdad fuera un espíritu del más allá? ¿Cómo saberlo?
Fue así como el vecino astuto, cansado de tener que guardarse los sábados, diseñó un plan para desenmascarar al supuesto impostor. Se le ocurrió mientras lo iba contando.
-Lindo el plan veci- dijo el amigo prudente- pero dígame una cosa ¿Qué hacemos si es verdad? Nos van a ir cargando a la quinta paila del infierno-
Pero el vecino astuto insistió con tal empeño, que no dudó en ofrecerle al amigo de toda la vida un buen trago para espantar el susto.
-Bueno, esa es otra cosa-dijo- Por lo menos de chumadito no ha de doler cuando me lleve el Descabezado.
Así que fueron a la plaza a comprar una soga larga, una poma de trago de contrabando y tabacos cerreros para acompañar al fuerte. Se reunieron cuando el anaranjado atardecer se transformaba en una noche pintada de estrellas. Bebieron hasta que el miedo les pareció tan pequeño que cabía en la palma de su mano.
Conversaron de la vida, de las vecinas y del jinete sin cabeza. Se imaginaron tantos escenarios, todos tan distintos y disparatados, que cerca de las doce de la noche, la inagotable fuente de inspiración se agotó. De manera que fueron a templar la soga. Calcularon, al ojo, más o menos la altura del pecho del decapitado.
-Ahora sí-dijo el vecino astuto en medio de la borrachera feliz- Si logra pasar por aquí, no vuelvo a salir el sábado nunca más en mi vida.
A las doce de la noche, apareció el jinete legendario, apoderándose de la oscuridad con su atuendo temible. Los que se consideraban cuerdos ni siquiera se atrevían a mirar por la ventana. En cambio los vecinos locos estaban ahí, dispuestos a descubrir la verdad, aunque aquello implicara quemarse en la quinta paila del infierno.
Estaban escondidos en la sala del vecino astuto, cuando el Descabezado pasó frente a sus casas, se estrelló con la soga justiciera y cayó de espaldas mientras el caballo siguió su camino imperturbable. Salieron de su escondite en medio de risas nerviosas y apresaron a la supuesta alma en pena. Comprobaron con sorpresa que no era otro sino el párroco de San Luis.
- Es que estaba haciendo mucho frío y me tapé la cara para no agriparme- trató de disculparse el sacerdote rojo de vergüenza.
Antes de entregarlo a las autoridades, los vecinos se escabulleron con el cura a la cantina, en donde confesó su amor irracional por una santarroseña. La pasión lo había perturbado tanto, que el único camino que encontró para consumarlo, fue cubrirse el rostro y aparecer como espectro, porque la sociedad riobambeña asimilaba mejor la idea de un descabezado vagabundo, que la de un cura enamorado.

### Perú
El cura sin cabeza es el aparecido más popular de los pueblos del Perú, donde abundan las historias de estos peculiares fantasmas, algunos de los cuales tienen, incluso, la capacidad de volar.
Una de las principales versiones sitúa la historia en el distrito de Barranco, en la capital del país, Lima, en una capilla conocida como Iglesia de la Ermita, que es uno de los edificios más antiguos de todo el barrio. A finales del siglo XIX, ocupaba este templo un sacerdote de conocidas malas tendencias, de carácter agrio, y vida visiblemente desordenada. Un personaje frívolo que no resaltaba precisamente por su carisma, dando como resultado que los habitantes del barrio no le destinaran su simpatía. Por aquellas fechas se manifestó un turbulento terremoto en la ciudad. Mientras el párroco se encontraba en el patio de la ermita ocupado en sus tareas, el movimiento sísmico provocó que una de las cúpulas se derrumbara. El suceso le tomó desprevenido, con tan mala suerte que la campana cayó de tal manera, que la masa de acero le destrozó la cabeza, fracturando por completo el cráneo. La cabeza se trituró de tal manera que no se encontraron apenas restos de ella. Solo una mancha de sangre, masa encefálica y algunos pedazos de huesos esparcidos por la zona. Como durante su existencia terrenal había sido malvado, dicen que Dios le impuso como castigo el vagar por siempre sin la cabeza. Se cuenta que el alma de este cura sigue penando sus culpas por las noches de pasión.
En el Callao se narra la historia de un romance prohibido entre un párroco y una dama de la noche que daban rienda suelta a sus bajas pasiones en horas de la madrugada en uno de los antros más populares de ese momento, frecuentado por  corsarios, piratas y gente de mal vivir . Refieren que entonces el cura, aprovechando su privilegiada condición, y con la sotana puesta, salía de su capilla ubicada en Bolívar y Putumayo y se trasladaba hasta Castilla donde hacía denodados esfuerzos por subir a la plataforma, al encuentro del amor. Es así que en uno de sus cotidianos paseos es interceptado por dos malhechores quienes, indignados y presos del alcohol, decidieron terminar con el mal ejemplo de este párroco y lo decapitaron.
En el pueblo de Tambo, existe una leyenda en la cual un cura sin cabeza se aparecía por las noches en la iglesia de la localidad. En este recinto, por las noches y sin celebrarse ceremonia alguna se encendían las luces, y los vecinos contaban que en su interior se paseaba un sacerdote sin cabeza, vestido con los ornamentos sagrados, haciendo todos los ritos de la misa. La explicación predominante era que se trataba del alma en pena de un capellán de la iglesia, cuya vida no había sido nada edificante, y que para expiar sus pecados venía todas las noches a la capilla, encendía todas las luces del altar mayor, y allí, solo, con el templo vacío y sin acólito que respondiera a sus palabras ni fieles que le escucharan, celebraba el santo sacrificio. El hecho sobrenatural habría terminado la noche en que un joven, por equivocación, se quedó dormido al final de una novena, y quedándose encerrado en el lugar, escuchó toda la misa del cura sin cabeza, por lo cual este, cumpliendo su voto, pudo por fin descansar.
Otra leyenda de Juliaca, en la provincia de San Román, habla de varios frailes sin cabeza que aparecían en la plaza de armas de Santa Catalina y se introducían en el Colegio San Román. También en Yanacancha, Provincia de Pasco, se cuenta la historia del espectro de un cura sin cabeza que podía volar y que atacaba a los transeúntes, hasta que uno de ellos se le enfrentó y descubrió el tesoro escondido que guardaba el fantasma en una tumba cercana a la iglesia, fruto del robo que en vida hizo el sacerdote a sus feligreses.
En Cajamarca, por el año 1800, un espectral cura sin cabeza arrancaba las cabezas de los que encontraba con la esperanza de que fueran la suya, tras ser decapitado por los pueblerinos luego de descubrirse su romance con una jovencita local, caída en las redes del sacerdote tras hacer este un pacto con el diablo.
En Huamán se cuenta que había un cura que todos los días martes y viernes a las doce de la noche salía recorrer el pueblo montado en su caballo. Iba con su hábito y su sombrero que flotaba en el aire porque no tenía cabeza. Toda persona que se encontraba con el cura cuando recorría el pueblo moría, arrojando espuma por la boca y los que sobrevivían se volvían locos.
En Chachapoyas se narra sobre la existencia de un sacerdote de la Congregación de los Mercedarios que en sus múltiples andanzas fuera del convento, llegó a faltar el voto de castidad hecho a la Iglesia. Al enterarse los moradores del lugar se indignaron y pusieron en conocimiento de lo ocurrido al Padre Superior, quien púsole por castigo la reclusión permanente en el convento, donde murió años después, siendo sepultado sus restos en el patio del jardín de dicho convento. Cuentan que en el jardín llamado La Merced, junto a la Iglesia y frente al convento, aprovechando la oscuridad de ese entonces, a altas horas de la noche se veía salir a un fraile sin cabeza, llevando un látigo en la mano dirigiéndose al sur del mencionado jardín, y se introducía en una huerta donde existía una vertiente llamado El Pozo de las Cabecillas, luego de unos minutos se le veía salir de ese lugar, pero con cabeza y retornaba de nuevo al convento. Los moradores aseguraban que si veían al cura entrar en la vertiente, sin cabeza y ya no lo veían salir, es porque les iba a tocar mala suerte en los negocios, en el amor, etc, pero si minutos más tarde aparecía con cabeza dirigiéndose al convento era buen augurio de que el negocio emprendido tendría buen provecho, y éxitos en el amor.
La Iglesia de San Francisco, en Huancavelica, fue vinculada con la leyenda del padre sin cabeza por Ricardo Palma en su libro "Tradiciones Peruanas", según la cual, un padre franciscano que se ahorcó en una de las celdas del convento, sale a caminar por las noches y toca las campanas de la iglesia.
Otra leyenda de Arequipa del siglo XIX narra la aparición de un fraile sin cabeza que recorría el callejón de la Catedral, vestido de fraile franciscano. La leyenda cuenta que el espectral personaje había sido decapitado por el hijo de un noble español, quien por un desacuerdo intrascendente, había reñido con el fraile y en medio del calor de la desigual contienda, la cabeza de este último había sido cortada de tajo, a causa del fuerte golpe que le propinó el hijo del noble con la espada. El lamentable acontecimiento había ocurrido en el callejón de la Catedral. Se cuenta además que el religioso había sido enterrado sin su respectiva cabeza, pues al momento de la decapitación, un perro la había mordido y llevado a esconder en algún recoveco de los alrededores. Era por esto que el fraile andaba vagando en la busca eterna de su cabeza.

### Chile
En la región de Alicahue, en Chile, se narra la historia de un fraile sin cabeza que se aparece cada siete años, la noche del Viernes Santo, a predicar en una de las quebradas del cerro La piedra Caballo, en la localidad de Bartolillo, en la aguada de nombre El agua de la retamilla, y que habría sido un fraile asesinado en 1926 debido a sus prédicas, cuya cabeza fue lanzada a esa fuente. Su prédica, cuando la realiza caminando en forma circular, pronostica un año fructífero para los cultivos, pero si la hace en forma de medialuna, es que va a cobrar venganza, por lo que habrá sequía.
También se puede mencionar otra leyenda de la comuna de Hijuelas, donde uno de estos espectros cuidaría uno de los más grandes tesoros de la región de Ocoa que no pudo ser reclamado por los españoles durante la Conquista de América.
Otra historia interesante viene de San Pedro de Melipilla. Cuentan los antiguos de San Pedro que hace muchos años atrás por los solitarios caminos de campo iba un sacerdote para dar la comunión a los enfermos y llevar la palabra de Dios a esos hogares. Se suponía que este sacerdote llevaba oro  y utensilios de valor, por lo que fue atacado por un grupo de asaltantes que lo asesinaron y para darle muerte lo decapitaron.  Se dice que su cuerpo siguió montado en su caballo llevando una loca carrera. Algunos lugareños aseguran que han visto y sentido cabalgar al cura sin cabeza que al parecer busca sin descanso su cabeza perdida.
La leyenda del cura sin cabeza es particularmente popular entre los alumnos del Colegio Integrado Talca, donde la versión de los orígenes del aparecido que se pasea por los pasillos del instituto cambian con cada nueva generación de estudiantes. También en Talca, en la localidad de Huilquilemu, se narra la leyenda de un cochero sin cabeza que aparece dos noches al año.

### Uruguay
En Uruguay, se narra la leyenda de una monja sin cabeza que se suicidó en su claustro en el antiguo Colegio y Liceo de Nuestra Señora de la Misericordia, en Pocitos, Montevideo, por una pena de amor (estaba enamorada de un sacerdote), y que se aparece por los pasillos del antiguo colegio mientras el piano del salón de actos empieza a tocar solo.

### Argentina
En la ciudad de Salta, en la Argentina, existe también una historia sobre un misterioso cura sin cabeza que se aparecía en la Iglesia de la Viña, camposanto de los primeros habitantes de Salta, el cual solo aparece durante la luna llena. Su origen estaría en los antiguos sacerdotes jesuitas que realizaron tareas evangelizadoras en la región de Calilegua durante la Colonia Española, y la pérdida de la cabeza sería producto de la violencia con la que los pueblos aborígenes castigaban a sus invasores.
En la ciudad de Mendoza, también existe una leyenda de un jinete sin cabeza al que llaman El Futre.